# Frédéric Charles Jean Gingins de la Sarraz
Barón Frédéric Charles Jean Gingins de la Sarraz, también conocido como Frédéric Gingins de Las Sarras (Eclépens, Suiza; 14 de agosto de 1790-Lausana, 27 de febrero de 1863), fue un historiador y botánico suizo.
Atento a su sordera, a los 21 años, evita la carrera militar a la que estaba tradicionalmente enviado por su nobleza. Realiza un enorme aprendizaje de la historia y de la botánica, siendo alumno de Augustin Pyrame de Candolle (1778-1841).

## Algunas publicaciones
- 1835. l'Essai historique sur la Souveraineté du Lyonnais au X" siècle (Ensayo histórico sobre la soberanía de Lyon en el siglo X)

- 1838. Essai sur lʹétablissement des Burgunden dans la Gaule et sur le partage des terres entréaux et les régnicoles. Essay on the establishment of the Burgundians in Gaul, etc.

- 1839. Lettres sur la guerre des Suisses contre le duc Charles-le-Hardi. Letters on the war of the Swiss against the duke Charles the Bold.

- 1842. Annales de l'abbaye du Lac-De-Joux depuis sa fondation jusqu'à sa supression en 1536 (Anales de la Abadía du Lac-de-Joux desde su fundación en 1536 hasta su supresión)

- 1844. Cartulaire de Romainmotier, publié en entier sous les auspices de la Société d'histoire de la Suisse romande: ([Avec des] Pièces justificatives faisant suite au Cartulaire de Romainmotier [et 1 planche]) (Cartulario de Romainmotier, publicado en su totalidad bajo los auspicios de la Sociedad Histórica de la Suiza occidental: ([Con Exposiciones] tras el Cartulario de Romainmotier [y 1 tablero])

- 1844. Développement de lʹindependance du Haut-Vallais et conquête du Bas-Vallais. Étude rétrospective.

- 1847. Documents pour servir à l'histoire des comtes de Biandrate'

- 1853. Les Hugonides.

- 1855. Histoire de la ville dʹOrbe et du son chateau dans le moyen âge

- 1863. L'avouerie, vicomté, mestralie et majorie de la ville et du territoire de Vevey au XIIe et XIIIe siècle, ouvrage précédée dʹune notice préliminaire et suivi de pièces justificatives des tables généalogiques de la famille dʹOrou de la ville de Vevey et dʹune table des matières (El advowson, vizcondado, Mestrado, además de la ciudad y la región de Vevey en el registro del siglo XII y XIII de trabajo precedido y seguido por la evidencia preliminar de tablas genealógicas de la familia d'Orou la ciudad de Vevey y en el cuadro de contenidos)

- 1865. Histoire de la cité et du canton des Équestres, suivie de divers autres opuscules

## Honores
En 1832 fue honrado como miembro de la "Sociedad de Física y de Historia natural" de Ginebra
Miembro fundador de la "Sociedad Histórica de la Suiza occidental"
- La abreviatura «Ging.» se emplea para indicar a Frédéric Charles Jean Gingins de la Sarraz como autoridad en la descripción y clasificación científica de los vegetales.[2]